# Zimmerius petersi
El mosquerito de Venezuela o atrapamoscas de serranías venezolano (Zimmerius petersi), es una especie de ave paseriforme de la familia Tyrannidae perteneciente al género Zimmerius, anteriormente tratado como una subespecie de Zimmerius vilissimus. Es endémico de  Venezuela.

## Distribución y hábitat

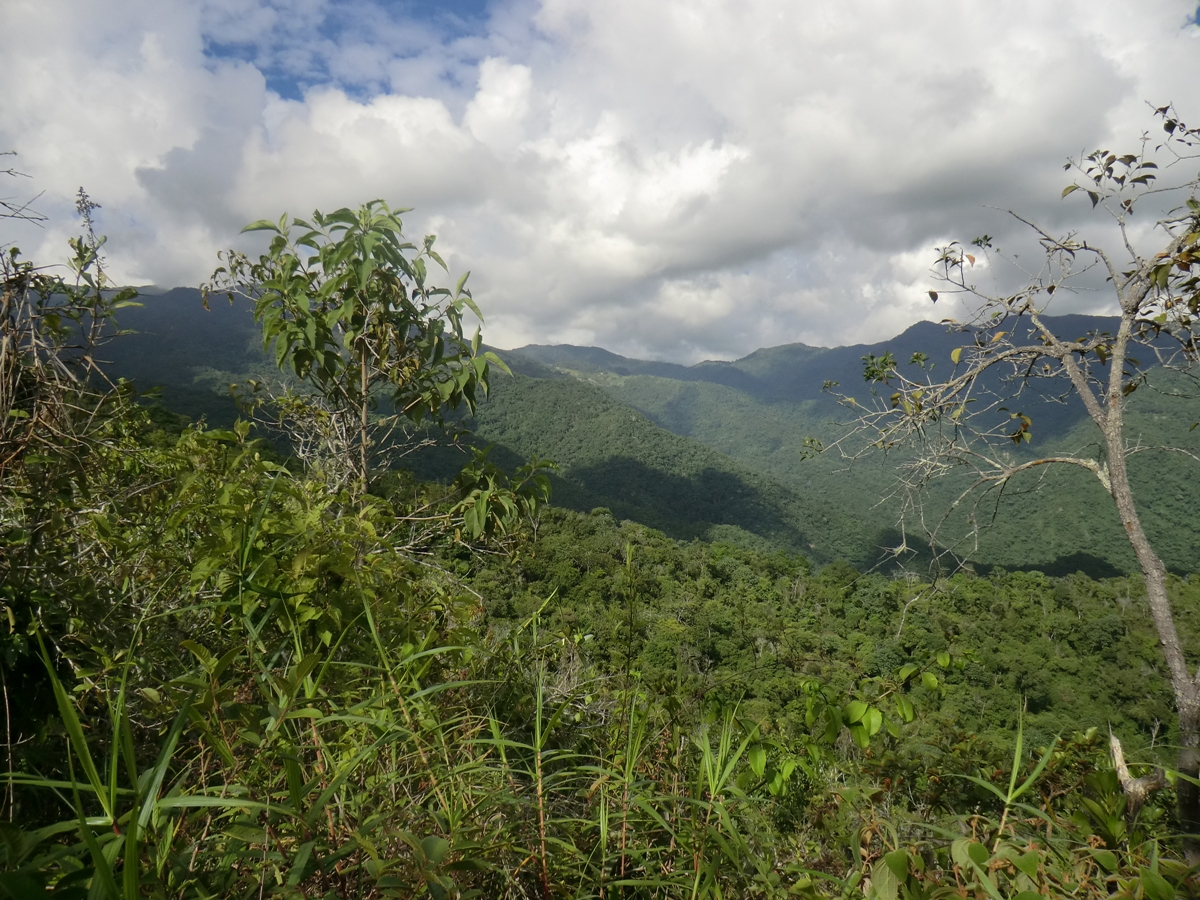
Cordillera de la Costa en Zamora, Miranda, ejemplo de hábitat de la especie.

Se distribuye por la cordillera de la Costa del norte de Venezuela desde el sur de Lara hacia el este hasta Miranda.
Esta especie es considerada común en una variedad de hábitats escasa a densamente forestados, y en ambientes abiertos con árboles y arbustales intercalados. Entre 400 y 2000m de altitud.

## Sistemática

### Descripción original
La especie Z. petersi fue descrita por primera vez por el ornitólogo alemán Hans von Berlepsch en 1907 bajo el nombre científico Tyranniscus petersi, la localidad tipo es «Antímano, cerca de Caracas, Venezuela».

### Etimología
El nombre genérico masculino «Zimmerius» conmemora al ornitólogo estadounidense John Todd Zimmer (1889-1957); y el nombre de la especie «petersi», conmemora al recolector en Venezuela (1890) E. Peters.

### Taxonomía
Las entonces subespecies Zimmerius vilissimus petersi, Z. vilissimus parvus y Z. vilissimus improbus fueron consideradas como especies separadas de Z. vilissimus siguiendo a varios autores, como Ridgely & Tudor 1994; Hilty 2003 y Fitzpatrick 2004, con base en diferencias morfológicas, de vocalización, de hábitat, y con soporte de genética molecular de Rheindt et al (2013) y Rheindt et al (2014). El Comité de Clasificación de Sudamérica (SACC) que había rechazado esta separación objeto de la propuesta N° 441, finalmente aprobó dicha separación en la Propuesta N° 741. La separación fue adoptada por las principales clasificaciones. Es monotípica.